# O utworzeniu Dumy Państwowej
O utworzeniu Dumy Państwowej ros. Об учреждении Государственной Думы – najwyższy manifest wydany przez cesarza Mikołaja II 6 sierpnia?/19 sierpnia 1905. Dokument informował o zasadach powołania do życia Dumy bułyginowskiej. Założenia ostatecznie zostały zastąpione przez manifest październikowy.

## Geneza

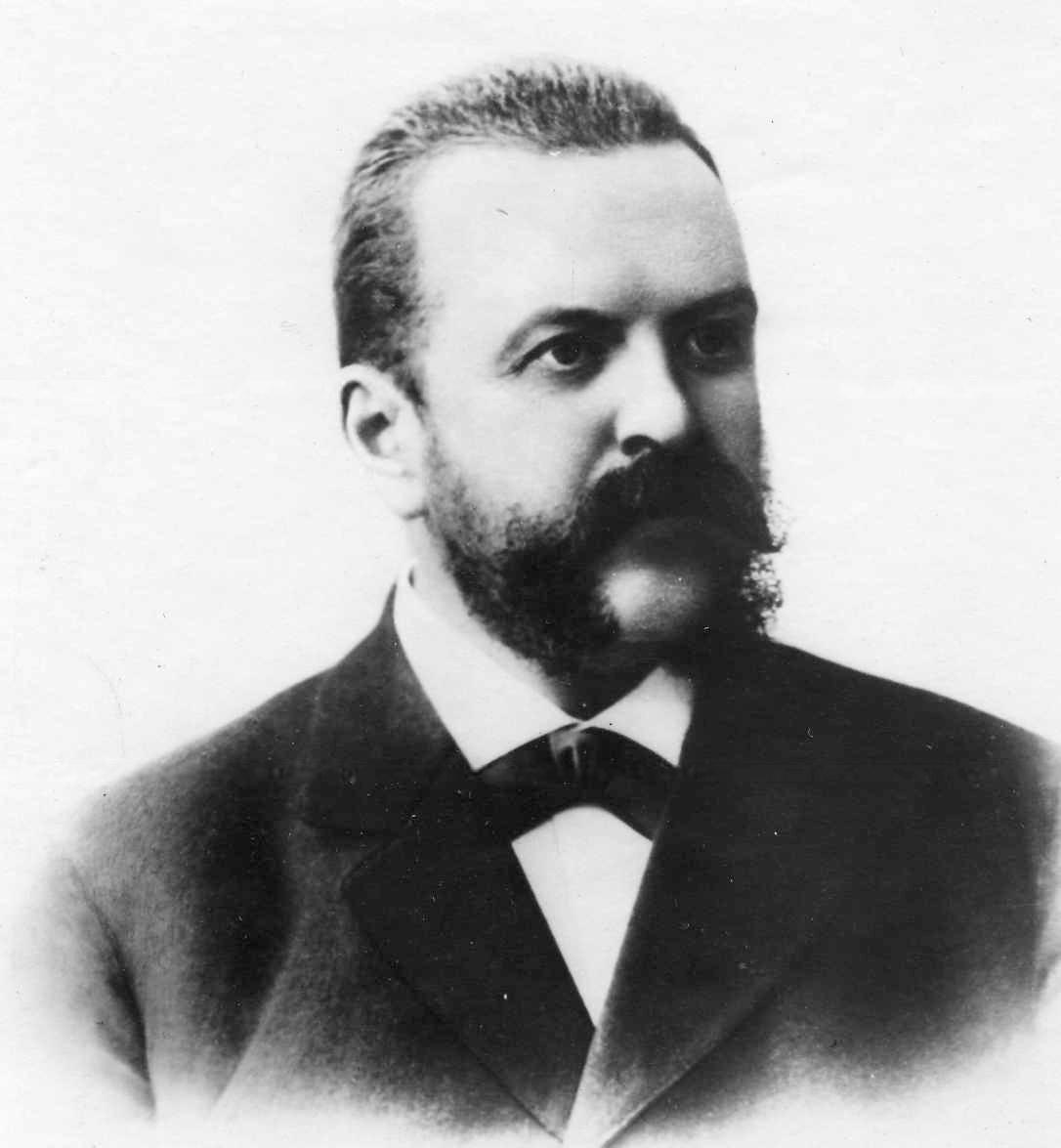
Minister Spraw Wewnętrznych Aleksandr Bułygin stał na czele komisji opracowującej projekt Dumy, której status został ogłoszony wraz z manifestem O utworzeniu Dumy Państwowej.

W wyniku krwawej niedzieli w imperium Rosyjskim zapanowało wrzenie rewolucyjne. Jedną z form załagodzenia sytuacji miało być powołanie instytucji przedstawicielskiej o charakterze doradczym. Mikołaj II wydał 18 lutego manifest w tej sprawie. Do opracowania statusu przyszłej Dumy Państwowej została powołana komisja, nazwana od przewodniczącego jej ministra spraw wewnętrznych Aleksandra Bułygina, przy czym głównym autorem dokumentu był Siergiej Kryżanowski. Prace nad projektem wzbudziły żywy oddźwięk w społeczeństwie, w jego sprawie interweniowali zarówno działacze konserwatywni zaniepokojeni zagrożeniem dla samowładztwa, jak i liberałowie oczekujący jak najszerszych uprawnień parlamentu. Głównym punktem kontrowersji była ordynacja wyborcza do nowego organu – tutaj obóz konserwatywny skłaniał się ku kluczowej roli bogatszego chłopstwa i szlachty w głosowaniach kurialnych, zaś liberałowie oczekiwali wyborów powszechnych i równych. Bułygin przedstawił swój projekt Radzie Ministrów 22 maja, zaś 19 lipca odbyła się debata z udziałem monarchy.

## Manifest

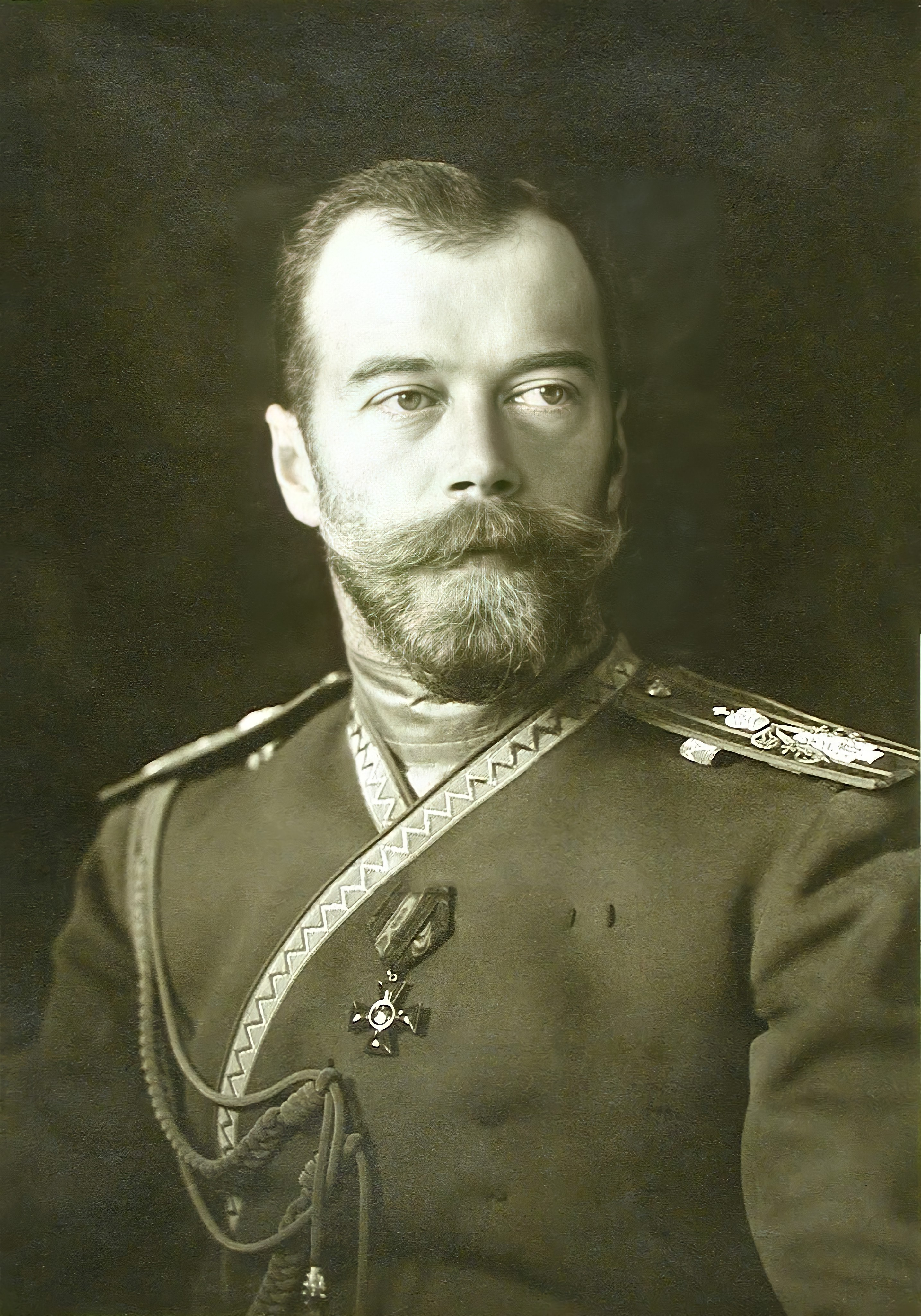
Mikołaj II Romanow wydał manifest O utworzeniu Dumy Państwowej 6 sierpnia.

Manifest został wydany przez Mikołaja II 6 sierpnia. Jednocześnie opublikowano ordynację wyborczą oraz statut przyszłej Dumy. Zarysowane przez projekt zasady zakładały, iż Duma Państwowa będzie opiniować wszystkie projekty ustaw. Miała też prawo do składania własnych propozycji zmian prawnych, pod warunkiem, że nie godzą w samodzierżawie. Zaopiniowane ustawy trafiały do Rady Państwa, która miała prawo do odrzucenia opinii ciała przedstawicielskiego. Mogła też rozpatrzyć ustawy z pominięciem obrad Dumy Państwowej, jeżeli ta przekroczyła termin na wydanie opinii. Projekty przesłane przez Radę Państwa do monarchy były zatwierdzane lub odrzucane zgodnie z jego wolą. Duma Państwowa zachowała możliwość interpelowania ministrów, jednak ci mogli uniknąć udzielania odpowiedzi w przypadku „racji wyższego rzędu”.
Aktywne prawa wyborcze przysługiwały mężczyznom, którzy ukończyli 25 rok życia, nie studiowali i nie odbywali służby wojskowej. Prawa tego nie uzyskiwali przedstawiciele niektórych mniej licznych narodowości. Ordynacja wyborcza zakładała głosowanie kurialne z cenzusem majątkowym oraz ograniczeniami dotyczącymi osiadłości. Elektorzy wybierani byli w trzech kuriach:
- pełnomocnicy od gromad wiejskich i stanic, wybrani przez chłopów posiadających gospodarstwo, pod nadzorem rejonowych naczelników ziemskich i powiatowych marszałków szlachty – 42% elektorów
- powiatowi właściciele ziemscy (cenzus majątkowy zaczynał się od 109–870 hektarów[3] ) – 34% elektorów
- wyborcy miejscy (cenzus majątkowy 1500 rubli, wyznaczony przez wycenę posiadanych nieruchomości[3] ) – 24% elektorów

Osoby wyłonione w głosowaniach kurialnych wybierały deputowanych do Dumy Państwowej z danej guberni. Osobne głosowanie odbywało się w 26 wydzielonych miastach (w Moskwie i Petersburgu cenzus dla wyborców miejskich powiększono dwukrotnie).

## Zarzucenie projektu

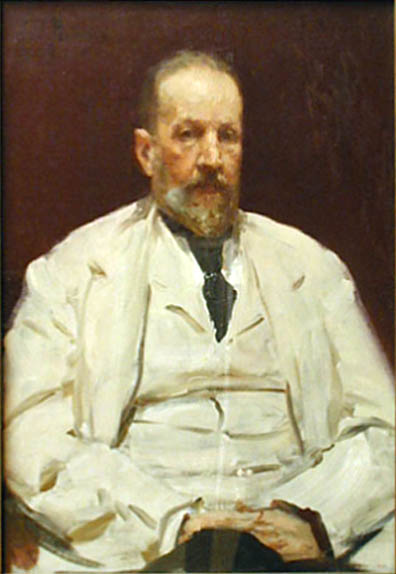
Siergiej Witte był inicjatorem manifestu październikowego, dezaktualizującym projekt Dumy byłyginowskiej. Portret autorstwa Ilji Riepina z 1903 roku.

Jeszcze w dniach 12–15 września obradujący w Moskwie zjazd działaczy ziemstw uznał Dumę bułyginowską za „wystarczające” ustępstwo samodzierżawia, zaś główne zadanie przyszłego parlamentu określił jako „przekształcenie samej Dumy”. Jednak już pod koniec miesiąca w Imperium Rosyjskim znacznie wzrosła intensywność wystąpień rewolucyjnych, a projekt Dumy już tylko irytował opinię publiczną. W tej sytuacji inicjatywę przejął Siergiej Witte. W memoriale przekazanym Mikołajowi II 10 października zarysowywał alternatywę działania w ówczesnej sytuacji – ustępstwa w stronę liberalizacji lub dyktatura wojskowa. Pierwsza z tych opcji, której sam był zwolennikiem, zakładała powołanie parlamentu uprawnionego do podejmowania decyzji, a nie tylko doradczego. Miał on zostać wyłoniony w wyborach powszechnych. Dumę bułyginowską określił jako inicjatywę spóźnioną. Pięć dni później pojawił się u cesarza z gotowym manifestem w sprawie powołania nowej Dumy Państwowej. Przed podjęciem decyzji Mikołaj II skonsultował się ze swoim zaufanym doradcą z przeciwnej strony sceny politycznej – Dmitrijem Triepowem. Ten skrajny konserwatysta uznał jednak za wskazane powołanie parlamentu, odpowiedział też na osobne pytanie cesarza, iż w ówczesnej sytuacji nie jest możliwe przywrócenie porządku bez masowego rozlewu krwi. To przechyliło szalę i Mikołaj II wydał 17 października manifest, deklarujący powołanie Dumy Państwowej w jej ostatecznym kształcie.